# Sinclair Research Ltd.

Sinclair Research, Ltd.

Sinclair Research Ltd var ett företag grundat av Clive Sinclair. Det blev internationellt känt för sina hemdatorer under åren 1980–1984 och kom senare att ägna sig åt personliga transportmedel, dock utan kommersiella framgångar. Från slutet av 1990-talet bestod det endast av grundaren själv, som avled 2021.
Företaget startades ursprungligen år 1961 under namnet Sinclair Radiotronics och tillverkade till att börja med hifi-byggsatser. Senare började Clive Sinclair med att konstruera datorer och bytte namn till Sinclair Research Ltd. Kända produkter var hemdatorerna ZX80, ZX81, ZX Spectrum, och Sinclair QL År 1984 gick företaget dåligt ekonomiskt och Clive Sinclair sålde dess rättigheter till Amstrad.
Det elektriska enmansfordonet Sinclair C5 lanserades 1985 men slog aldrig igenom på den brittiska hemmamarknaden. Det är osäkert om det marknadsfördes i andra länder.